# Hr.Ms. Drenthe (1957)
Hr.Ms. Drenthe was een Nederlandse onderzeebootjager van de Frieslandklasse.

## Historie
Hr.Ms. Drenthe was een van de acht Frieslandklasse onderzeebootjagers. Het schip werd gebouwd in Amsterdam bij NDSM. De kiellegging vond plaats op 9 januari 1954 waarna het schip op 26 maart 1955 te water werd gelaten. De in dienst stelling volgde op 1 augustus 1957.
Op 12 November 1980 brak er brand uit op de Drenthe toen men crypto-papier probeerde te verbranden in de stookketels van het schip. Het schip was op dat moment  op weg naar Curaçao om de Hr.Ms. Rotterdam af te lossen als stationsschip aldaar. De Rotterdam moest hierna de zwaar beschadigde Drenthe naar de haven slepen. Bij de brand kwamen twee bemanningsleden om het leven.
Op 24 november 1980 werd het schip uit dienst gesteld en verkocht aan de Peruviaanse marine.
Daar werd het schip op 3 juni 1981 in dienst genomen als Guise. In 1985 werd het schip daar ook uit dienst genomen.